# Archism
『Archism』（アーチズム）は、アフィリア・サーガの2枚目のオリジナルアルバム。2013年4月24日に5pb.Recordsから発売された。

## 概要
前作『whitism』から1年2か月ぶりのリリースとなる2枚目のオリジナルアルバム。同時に、アフィリア・サーガに改名してから初のアルバムとなる。

## 収録内容
CD
1. 恋のWizard百年戦争 [4:38]
作詞：志倉千代丸 / 作曲：奥井雅美 / 編曲：MACARONI☆
2. 倍速恋愛時計 [3:46]
作詞・作曲：桃井はるこ / 編曲：上野浩司
  - PSP専用ソフト『たんていぶ』EDテーマ
3. La*La*Laラボリューション [5:08]
作詞・作曲：志倉千代丸
  - Xbox 360専用ソフト『STEINS;GATE 比翼恋理のだーりん』OPテーマ
4. ヴィーナス☆女神っくす! [3:54]
作詞：桃井はるこ / 作曲・編曲：大島こうすけ
  - PSP専用ソフト『神次元ゲイム ネプテューヌV』EDテーマ
5. 未来が私を待っている [4:24]
作詞：つんく / 作曲：志倉千代丸 / 編曲：大島こうすけ
6. エシカル～ありがとうを伝えたい～ [5:12]
作詞・作曲：桃井はるこ / 編曲：悠木真一
7. Everlasting Friends [5:28]
作詞：漆野淳哉 / 作曲・編曲：大島こうすけ
8. TANTEI☆ラプソディ [3:58]
作詞・作曲：桃井はるこ / 編曲：上野浩司
  - PSP専用ソフト『たんていぶ』OPテーマ
9. SURVIVE!! [4:02]
作詞：奥井雅美 / 作曲：志倉千代丸 / 編曲：オオバコウスケ
  - PSP&PSP専用ソフト『暁の護衛 トリニティ』OPテーマ
10. 禁断無敵のだーりん [4:17]
作詞・作曲：志倉千代丸 / 編曲：上野浩司
  - PS3&PS3専用ソフト『STEINS;GATE 比翼恋理のだーりん』OPテーマ
11. Happy! Puppy! [4:18]
作詞・作曲：桃井はるこ / 編曲：上野浩司
  - PCゲーム『LOVESICK PUPPIES～僕らは恋するために生まれてきた～』OPテーマ
12. 遙かなる時空の旅人 [4:53]
作詞・作曲：志倉千代丸 / 編曲：上野浩司
13. Nighty night ～オヤスミセカイ～ [6:20]
作詞・作曲：桃井はるこ / 編曲：高田暁
14. プラチナ (ANIMEny DJs remix)  [4:12] ※豪華版ボーナストラック
15. 空色デイズ (PandaBoY remix) [4:31] ※豪華版ボーナストラック
16. 恋をゲームにしないで!（ヒゲドライバー remix） [4:15] ※豪華版ボーナストラック

DVD
DISC2（DVD付盤・豪華盤）
1. 恋のWizard百年戦争 Music Clip
2. Xbox 360専用ソフト『STEINS;GATE 比翼恋理のだーりん』OP Movie（La*La*Laラボリューション）
3. PS3&PS3専用ソフト『STEINS;GATE 比翼恋理のだーりん』OP Movie（禁断無敵のだーりん）
4. PS3&PS3専用ソフト『暁の護衛 トリニティ』OP Movie（SURVIVE!!）
5. PCゲーム『[LOVESICK PUPPIES～僕らは恋するために生まれてきた～』OP Movie（Happy! Puppy!）
6. 特典映像1（オフショット動画）
7. 特典映像2（メンバー自己紹介動画） ※豪華盤のみ
8. 恋のWizard百年戦争 Music Clip（Dance Ver.） ※豪華盤のみ
9. 恋のWizard百年戦争 Music Clip（CloseUp Ver.） ※豪華盤のみ

DISC3（豪華盤）
1. 2012年6月9日 3rdワンマンLive「ト☆キ☆メ☆キ魔法」@五反田ゆうぽうと ダイジェスト映像

## クレジット
| Producer             | 志倉千代丸                                                        |
| Producer             | 桃井はるこ                                                        |
| Director/A&R         | 金谷雄文                                                          |
| Art Director         | 幾田洋介                                                          |
| Designer             | 町田忠義                                                          |
| Photographer         | 鈴木さや香                                                        |
| Hair and Make-up     | 杉浦直子                                                          |
| Hair and Make-up     | 菊地ふさえ                                                        |
| Hair and Make-up     | 福井まい                                                          |
| Vocal Direction      | 牧野幸介                                                          |
| Assistant Director   | 坂井祐介                                                          |
| Assistant Director   | 荻原大樹                                                          |
| 衣装                 | MALKOMALKA                                                        |
| Design Control       | 小田能知                                                          |
| Sales Promoter       | 藤本徹                                                            |
| Sales Promoter       | 高橋克典                                                          |
| Sales Promoter       | 小林あみ                                                          |
| Orginazation Control | 二田祐樹                                                          |
| Orginazation Control | 室井浩太朗                                                        |
| Orginazation Control | 福山邦彦                                                          |
| Mastering Studio     | Bunkamura Studio                                                  |
| Mastering Engineer   | 小泉純二                                                          |
| Thanks               | Right Gauge、9th、629、まくびープロ、ラブトラックス               |
| Thanks               | セルワールドエンタテイメント、TNX                                 |
| Thanks               | T&E Corporation、Being                                            |
| Thanks               | ニトロプラス、未来ガジェット研究所、アスガルド                    |
| Thanks               | アイディアファクトリー株式会社、株式会社コンパイルハート          |
| Thanks               | VIKINGⅢ、あかべぇそふとすりぃ、COSMIC CUTE                        |
| Thanks               | Ochi、杉田裕孝、伊藤正徳（クラウン徳間ミュージック販売）          |
| Thanks               | 松木崇（A&G）、宮野好章（文化放送）、佐藤淳（ラジオ関西）         |
| Special Thanks       | カレン・クラシュカ、クルミ・ラーラ・ミルク、ミィナ・M・フラーチェ |
| Special Thanks       | メイリ・マロンフィール、ロゼ・ガーデンフェアリー                  |
| Special Thanks       | アフィリアAllキャスト                                             |
| General Producer     | 小柳路子                                                          |
| Executive producer   | 志倉千代丸                                                        |

恋のWizard百年戦争 Music Clip
| Producer           | 山本大介 (629inc.)       |
| Director           | 北平誠治 (COLOURFIELD)   |
| Cameraman          | 豊納正俊 (Spice.)        |
| Lighting Direcotor | 三浦貴満 (YELLOW STUDIO) |
| Set Designer       | 宮崎力 (FARE)            |
| Production Manager | 丸田和香子 (629inc)      |
| Hair and Make-up   | 阿部深雪                 |
| Hair and Make-up   | 丹羽裕美                 |
| Hair and Make-up   | 菊地ふさえ               |
| Choreographer      | ラッキィ池田             |
| Choreographer      | 彩木エリ                 |

特典映像
| Editor | 田中紘治 (AqbiRec) |